# なは (列車)
なはは、かつて西日本旅客鉄道（JR西日本）および九州旅客鉄道（JR九州）が、京都駅 - 熊本駅間を東海道本線・山陽本線・鹿児島本線経由で運行していた寝台特別急行列車である。2008年3月14日発の運転をもって「あかつき」とともに廃止された。
本項では、主に京阪神対鹿児島本線沿線を結ぶ夜行列車の沿革についても記述する。

## 概要

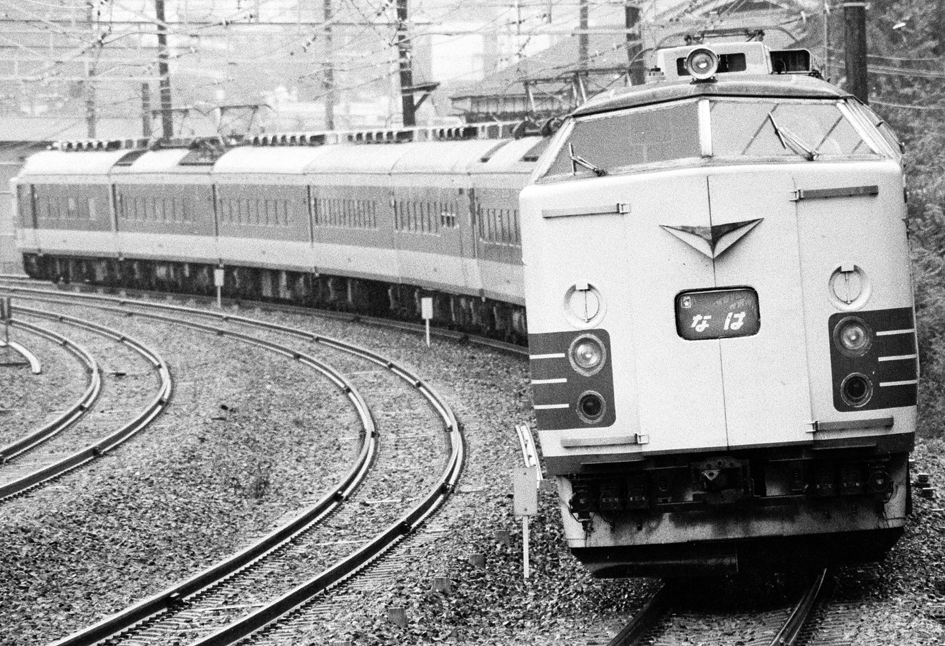
581・583系電車寝台特急「なは」（画像は回送列車、1983年 山崎駅付近）

特急「なは」は、当時の京阪九（京都 - 博多・長崎）間を結ぶ優等列車として運行されていた昼行気動車特急列車「かもめ」のうち、1965年10月2日のダイヤ改正より京都 - 西鹿児島間で運行されていた編成を「なは」として分離、運行区間を大阪 - 西鹿児島間として1968年10月から運行開始された。この時は昼行特急列車としてキハ82系が充当され、大阪 - 小倉間では日豊本線宮崎発着の「日向」と併結運転しており、1973年10月のダイヤ改正で485系電車化され単独運行となった。
山陽新幹線が全通した1975年3月、「なは」は運行時間帯を昼間から夜間に、また使用車両を583系に変更し、夜行寝台特急列車「なは」として新大阪（一時期、京都） - 西鹿児島間の運行となった。
1984年2月からは使用車両を電車から寝台客車（24系客車）に変更し、京阪神対鹿児島本線沿線を結ぶいわゆる「関西ブルートレイン」の一員となった。
2004年3月に九州新幹線が部分開業したことにより並行在来線が第三セクターの肥薩おれんじ鉄道へ移管、それに伴い熊本発着に変更。翌2005年10月には「あかつき」と京都 - 鳥栖間で併結運行を実施することになり新大阪発着から京都発着に変更され、結果的には運転区間が延長される形になった。
そして2008年3月14日発の列車をもって廃止となった。これにより京阪神対九州間の夜行定期特急列車は1965年に運行開始以来42年半、当列車は39年半の歴史に終止符を打った。

### 「なは」の列車名の由来

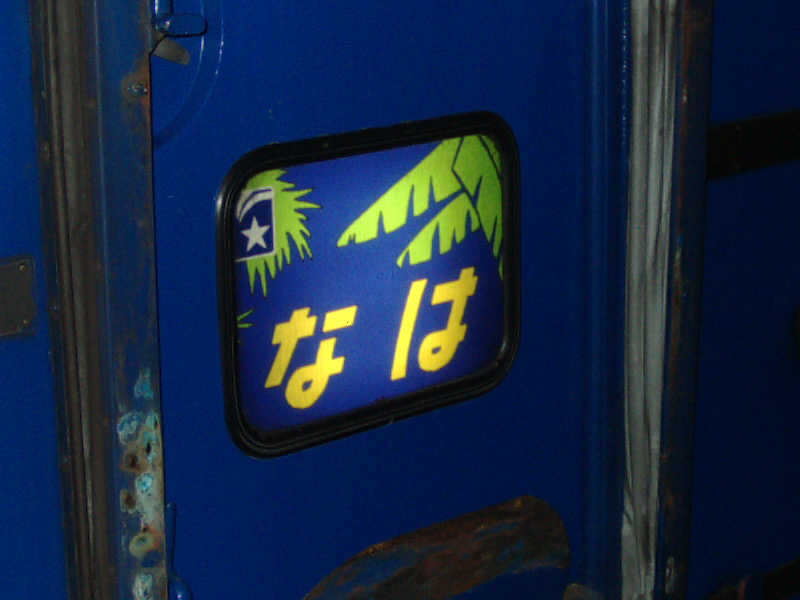
テールマーク

琉球新報が1967年に沖縄の日本復帰を願い「本土に沖縄名の列車を走らせよう」というキャンペーンで公募したものである。県内外からの5,211通の応募をもとに国鉄に提出された「なは」・「おきなわ」・「しゅり」・「でいご」・「ひめゆり」の5つの候補の中から国鉄の列車愛称選考会により選出された。そのため、当時アメリカ占領下に置かれていた沖縄の那覇市が名称由来となった。なお、経由地・目的地に由来しない列車名であるが、鹿児島港で船に乗り継ぐことによって関西方面から沖縄へのアクセスの一端を担うという経緯もあった。

## 運行概況

### 廃止直前

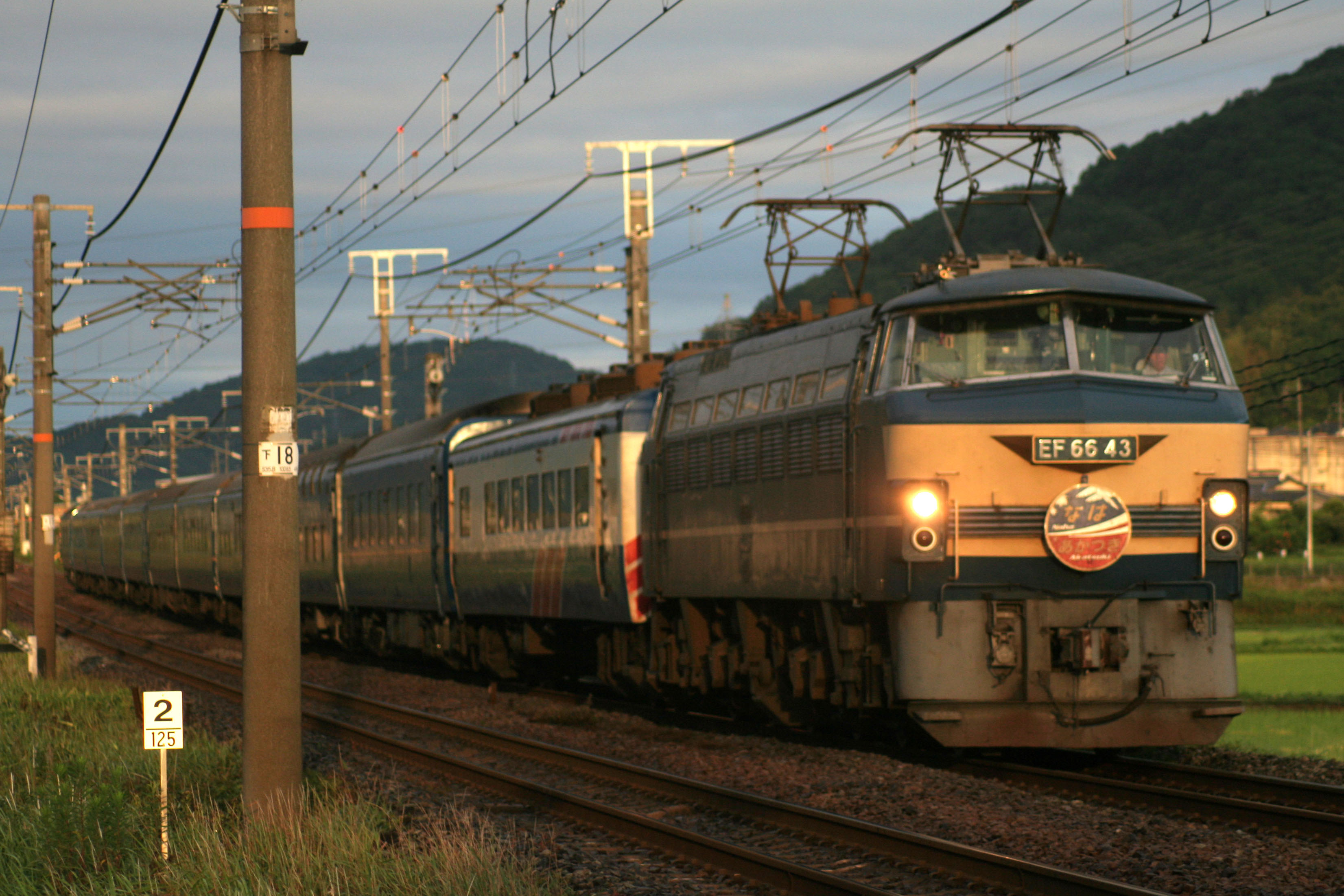
寝台特急なは・あかつき（瀬戸 - 万富間）

廃止直前は「あかつき」を京都 - 鳥栖間で併結して運行されていた。なお、列車番号は全区間を通して変更がなく、下りが 31、上りが 32 。

#### 停車駅
京都駅 - 新大阪駅 - 大阪駅 - 三ノ宮駅 - 姫路駅 - 岡山駅 - 倉敷駅 - 福山駅 - （尾道駅） - （三原駅） - （新山口駅） - （宇部駅） - （厚狭駅） - 下関駅 - 門司駅 - 小倉駅 - 黒崎駅 - 博多駅 - 鳥栖駅 - 久留米駅 - 大牟田駅 - 熊本駅
- 尾道駅・三原駅は下り列車のみ停車
- 新山口駅・宇部駅・厚狭駅は上り列車のみ停車
- 上・下り列車は広島駅・徳山駅に運転停車。

#### 使用車両・編成

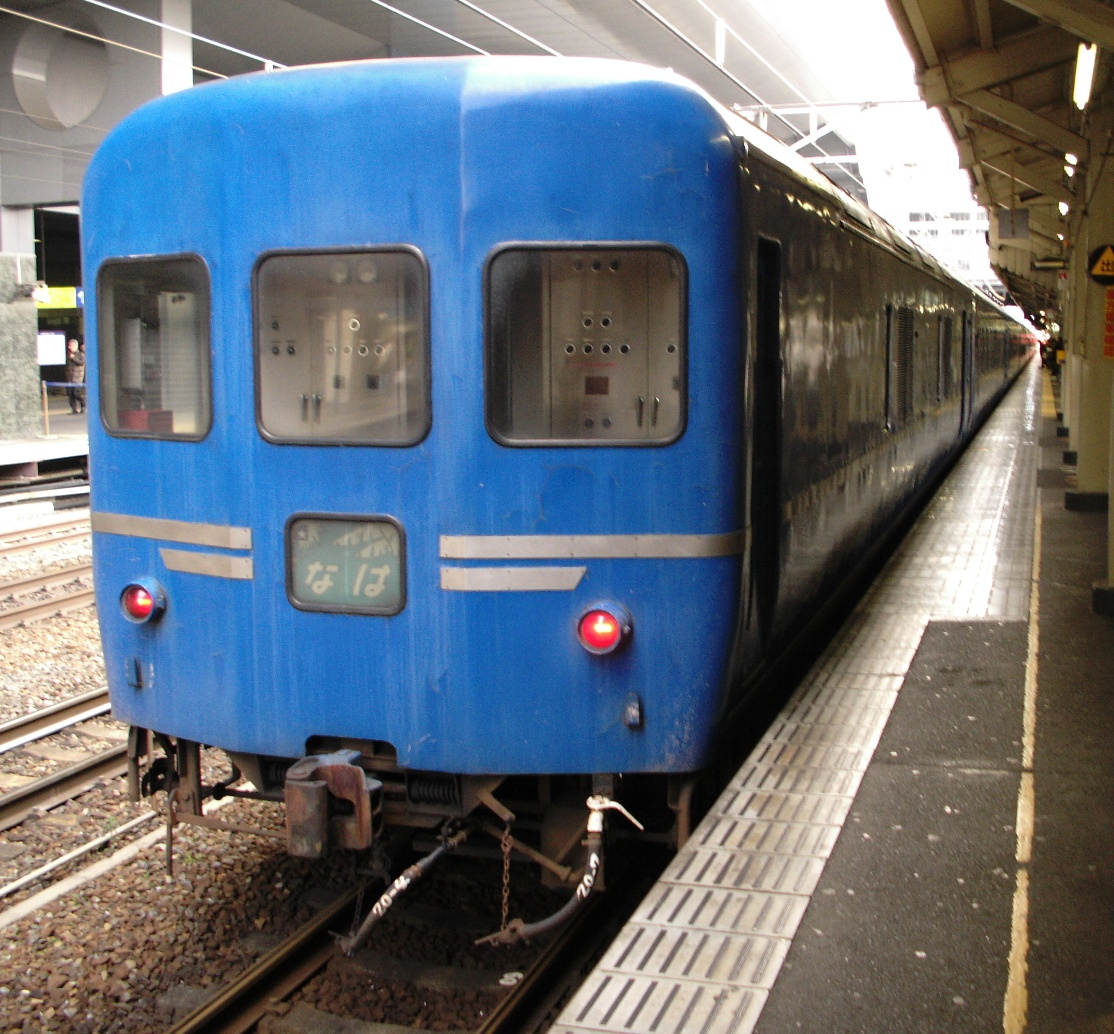
京都駅に到着した「なは」

運行開始当初は気動車による運転を行い、1973年10月1日に485系電車を投入、1984年2月1日からは24系客車が使用されるようになった。
時代が平成に入り普通車座席指定席レガートシートを、熊本発着の付属編成に連結して1990年3月10日より使用を開始。
1992年7月15日に西鹿児島発着の基本編成へ移ったがあかつきとの併結開始に伴い2005年9月30日出発分を以って編成から外された。B個室寝台「デュエット」は1991年3月16日、B個室寝台「ソロ」は1992年7月15日から編成に追加された。

##### 牽引機関車
京都 - 下関間は、JR西日本下関地域鉄道部下関車両管理室（当時）所属のEF66形が牽引していた。「あかつき」との併結開始以前は、下関車両管理室所属のEF65形1000番台（PF形）が牽引を担当した。併結開始以後も、同機が関西方面の団臨に用いられる際の送込・返却回送を兼ねて牽引を行うことがあった。
下関 - 熊本間は、大分鉄道事業部大分車両センターの機関車を使用し、このうち下関 - 門司間はEF81形400番台、門司 - 熊本間はED76形が牽引を行っていた。

#### 担当車掌区
- 京都 - 下関間：みやこ列車区（JR西日本）
- 下関 - 鳥栖間：門司車掌区（JR九州）
- 鳥栖 - 熊本間：博多車掌区（JR九州）

### 2004年前後の運行概況
2004年3月11・12日までは、西鹿児島（現・鹿児島中央）発着で運行されていた。

#### 停車駅
新大阪駅 - 大阪駅 - 三ノ宮駅 - 姫路駅 - 岡山駅 - 倉敷駅 - 福山駅 - 尾道駅 - 三原駅 - 〔門司駅〕 - 〔小倉駅〕 - 博多駅 - 鳥栖駅 - 久留米駅 - 大牟田駅 - 熊本駅 - 八代駅 - 水俣駅 - 出水駅 - 阿久根駅 - 川内駅 - 串木野駅 - 伊集院駅 - 西鹿児島駅
- 〔　〕は上りのみ停車
- このほか、下り列車は下関駅・門司駅に、上り列車は下関駅に運転停車していた。

#### 使用車両・編成
24系客車が使用されていた。

## 発着地が類似する公共交通機関
当列車と同じく阪神地域と南九州を結んでいた夜行高速バスは、列車廃止時点では以下のとおり存在していたが、このうち2019年現在も運行しているのはサンライズ号のみである。また、空路については大阪国際空港（伊丹）・関西国際空港・神戸空港と熊本空港・鹿児島空港を結ぶ路線があった。
- トロピカル号 : 近鉄バスが運行し、大阪と鹿児島を結んでいた。
  - かつては鹿児島交通（ → 南九州バスネットワーク）と共同運行しており、同社運行便は「トロピカルライナー」と称していた。
- さつま号 : 阪急観光バスと南国交通が共同運行し、大阪と鹿児島を結んでいた。
- サンライズ号 : 近鉄バスと九州産交バスが共同運行し、京都・大阪と熊本を結ぶ。
- トワイライト神戸号 : 九州産交バスが運行し、尼崎・神戸と熊本・鹿児島を結んでいた。
  - 列車より先に廃止となっているが、神戸と熊本を結ぶ路線は他に、熊本電気鉄道と山陽電気鉄道が運行する「ユウヅル号」「レッツ号」もあった。

## 京阪神対鹿児島本線優等列車沿革

### 戦後直後の展開
- 1951年（昭和26年）4月1日：大阪 - 博多間運行の臨時夜行急行列車として3033・3034列車が運行を開始。
- 1952年（昭和27年）9月1日：3033・3034列車に「げんかい」の名称が与えられ、定期化。
- 1953年（昭和28年）3月15日：「げんかい」が臨時で東京駅まで延長。
- 1954年（昭和29年）8月1日：「げんかい」正式に東京 - 博多間運行となり、「高千穂」が連結される。
- 1956年（昭和31年）
  - 3月20日：臨時夜行急行「天草」（あまくさ）が京都 - 熊本間で運行開始。
  - 11月19日：「天草」が定期列車化され、「げんかい」の名称を漢字書きの「玄海」に変更。また、「玄海」の九州側の発着地を長崎本線長崎駅とする。
- 1957年（昭和32年）10月1日：東京 - 長崎間運行の寝台特急列車「さちかぜ」新設のため、「玄海」の名称を「桜島」（さくらじま）に変更し京都 - 鹿児島間の運行とする。
- 1958年（昭和33年）10月1日：「桜島」の名称を再び「玄海」に変更し、運転区間を京都 - 博多間に短縮。
- 1961年（昭和36年）10月1日：サンロクトオのダイヤ改正により、以下の列車の運行開始。
  1. 大阪 - 熊本間運行の寝台急行列車「ひのくに」が運行開始。
  2. 「天草」は筑豊本線経由とし、博多駅を経由しないダイヤを組んだ。
  3. 「玄海」発着地を長崎駅に変更。
- 1963年（昭和38年）10月1日：夜行急行列車「しろやま」を大阪 - 西鹿児島（現・鹿児島中央）間で運行開始。
- 1964年（昭和39年）10月1日：東海道新幹線開業に伴うダイヤ改正により次のように変更。
  1. 「ひのくに」「しろやま」が東海道新幹線と接続のため、新大阪発着に変更。
  2. 従来東京 - 西鹿児島間運行の不定期急行列車「桜島」（さくらじま）の本州方発着駅を新大阪駅に変更。ただし、繁忙期には東京または品川[5] - 新大阪間を運行する場合もあった。
- 1965年（昭和40年）10月1日：ダイヤ改正により次のように変更。
  1. 昼行の気動車特急列車「かもめ」に西鹿児島発着編成を連結開始。運行区間は京都 - 西鹿児島間であった。
  2. 新大阪 - 博多間で寝台急行列車「海星」（かいせい）が運行開始。
  3. 新大阪 - 西鹿児島・長崎間で寝台特急列車として「あかつき」の運行を開始。20系客車を使用し、ブルートレインとなった。
    - 当初より東海道新幹線との連携を持つ列車であった「あかつき」は使用車両・設定種別ともにこの性格も含めて「関西ブルトレ」のルーツとされた。
    - 「あかつき」新設に伴い「しろやま」は大阪発着に戻される。

### 「なは」と寝台電車特急の登場

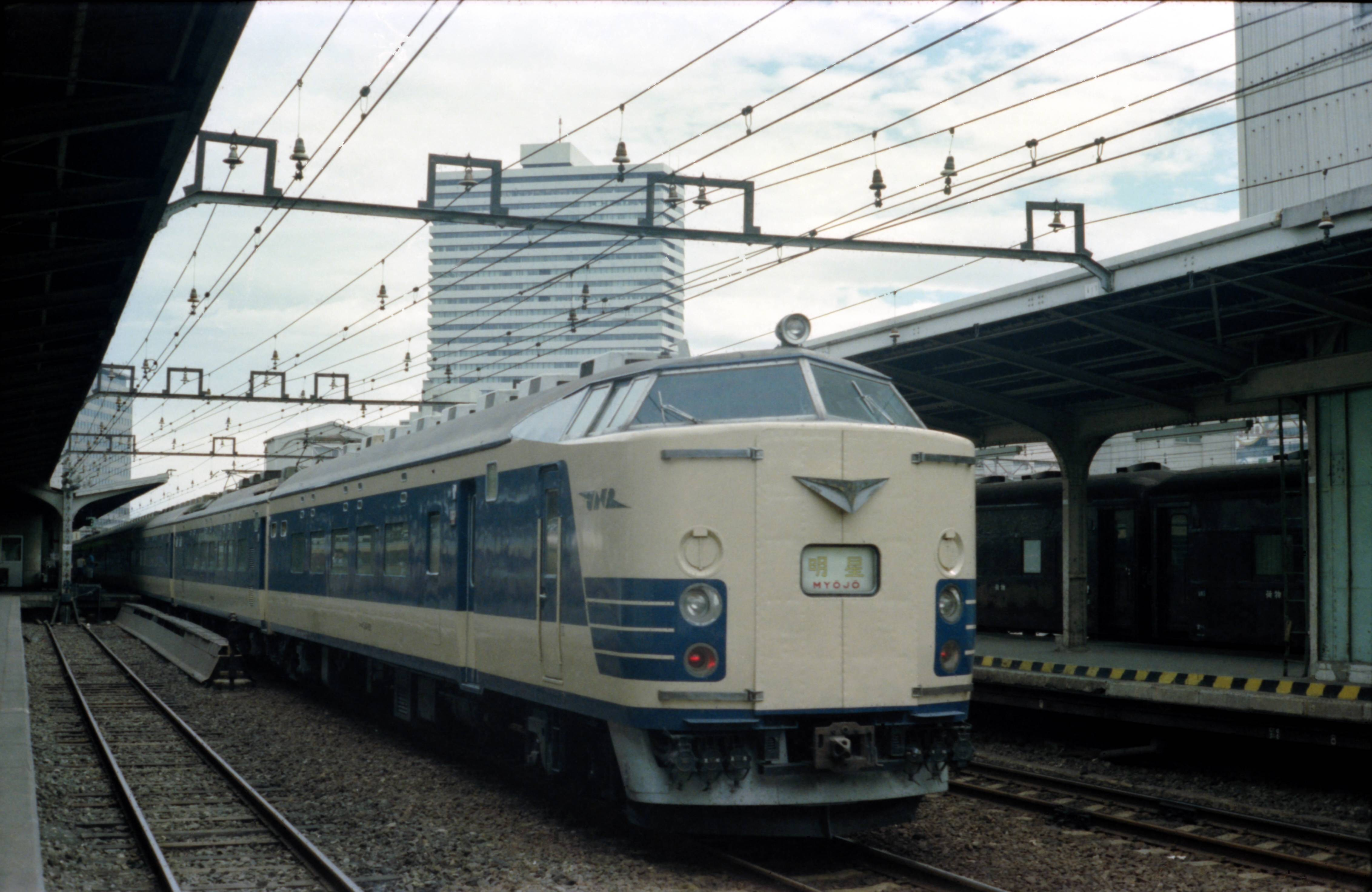
583系電車寝台特急「明星」（1978年 大阪駅）

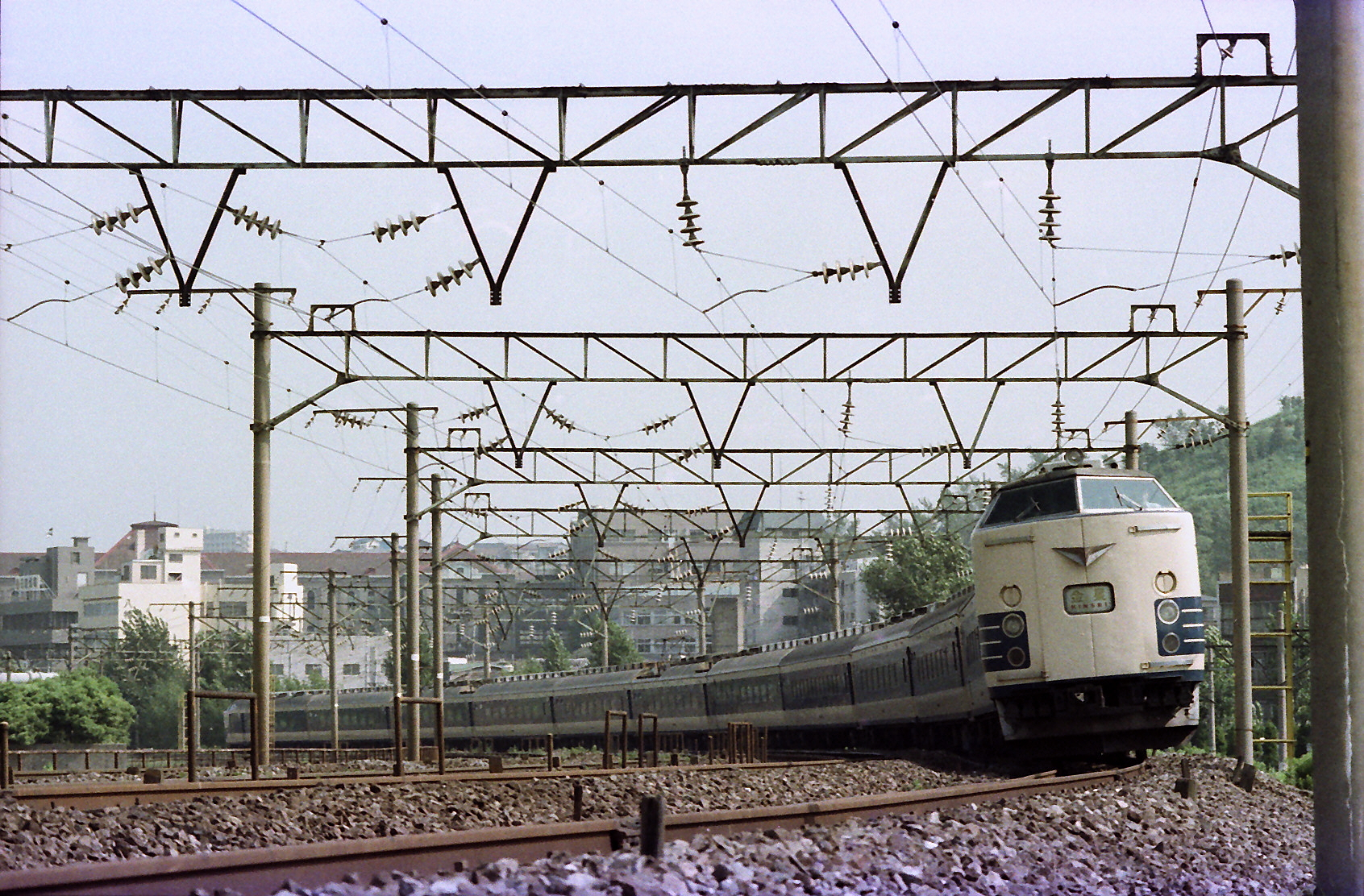
583系電車寝台特急「金星」（1978年 枝光 - 八幡駅間）

- 1967年（昭和42年）10月1日：新大阪 - 博多間を運行していた寝台急行列車「海星」を昇格する形で、世界初となる電車寝台特急列車「月光」（げっこう）の運行を開始。
  - 使用された581系電車は、使用列車から「月光形電車」と呼ばれるようになった。
- 1968年（昭和43年）10月1日：ヨンサントオの大規模ダイヤ改正により、以下の列車の運行開始。
  1. 新大阪 - 熊本間運行の夜行急行列車「ひのくに」を電車特急化。寝台電車で運行され、「銀河」と同じ東京 - 大阪間を運行する寝台急行列車であった「明星」（みょうじょう）の名称を与えられる。
  2. 「月光」に臨時列車を1往復増発。
  3. 「あかつき」が1往復増発。運行区間は新大阪 - 西鹿児島・佐世保間であった。
  4. 従来「かもめ」として新大阪 - 西鹿児島間を運行されていた昼行気動車特急列車を独立させて「なは」として運行を開始。
    - 「なは」運行開始時は日豊本線宮崎発着列車である「日向」（ひゅうが）を小倉駅まで併結していた。いずれもキハ82系による運行だった。

  5. 名古屋 - 博多間運行の寝台特急列車「金星」（きんせい）の運行開始。
- 1970年（昭和45年）
  - 3月15日：「月光」「明星」「金星」の食堂車営業休止。
  - 10月1日：「明星」が2往復に増発。また、京都 - 西鹿児島間を東海道本線・山陽本線・鹿児島本線経由で運行する電車寝台特急列車として「きりしま」が運行開始。
  - 「きりしま」は従来、同名の列車である「霧島」が東京 - 西鹿児島間の急行列車で運行されていたが、これの名称を「桜島」にしてひらがな表記とした。また新設された当時では電車寝台特急列車では最長距離運転列車であり、食堂車の営業も関西 - 九州間の電車寝台特急の中では唯一実施していた。
- 1972年（昭和47年）
  - 3月15日：山陽新幹線の岡山駅までの開業に伴うダイヤ改正により以下のとおりとする。

  1. 「明星」と従来「月光」として運行されていた博多発着列車を統合する。また、1往復を京都発着とする。
  2. 「月光」の運行区間を岡山 - 西鹿児島間とし、岡山 - 博多間の臨時列車も設けるが当初から食堂車は営業休止。
  3. 「あかつき」に新大阪 - 熊本・長崎間列車を設定。
  4. 「きりしま」の下りダイヤの岡山 → 西鹿児島間を「月光」に移行し、新たに新大阪 → 熊本間下り「明星1号」のダイヤを利用して2時間50分繰り下げたダイヤに変更。下りのみ博多駅が客扱いの停車となる。なお、博多 → 熊本間はノンストップで運行とした。
  5. 「しろやま」の列車名を「屋久島」（やくしま）に変更。

  - 10月2日：「あかつき」に新大阪 - 熊本間列車を設定。「あかつき」に14系客車投入。
- 1973年（昭和48年）10月1日：ダイヤ改正に伴い、以下のように変更する。
  1. 岡山 - 博多間の臨時「月光」を定期列車に変更。「月光」が2往復となる。
  2. 「なは」を485系電車により電車列車化。同区間を運行する昼行特急列車として単独で運行。
    - なお、併結相手の「日向」は気動車特急のまま残り、日豊本線電化が南宮崎駅まで延伸された翌1974年4月に電車化。

  3. 西鹿児島発着「月光」と「きりしま」の上りの西鹿児島 → 岡山間のダイヤが入れ替わった事で「きりしま」が上りのみ西鹿児島 → 新大阪間の変則運転となり、「きりしま」の食堂車が営業休止。
  4. 「きりしま」の食堂車営業休止により西日本エリアから電車使用の寝台特急列車から食堂車営業列車が消滅し、関西 - 西鹿児島間の食堂車営業の寝台列車は「あかつき」のみとなった。

### 山陽新幹線全通後の展開

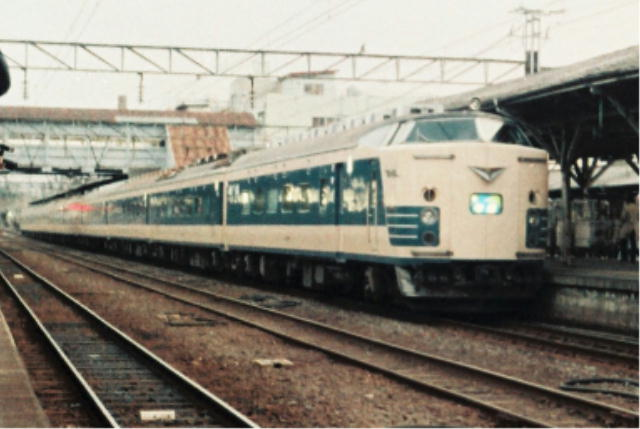
581系の「なは」（熊本駅にて）

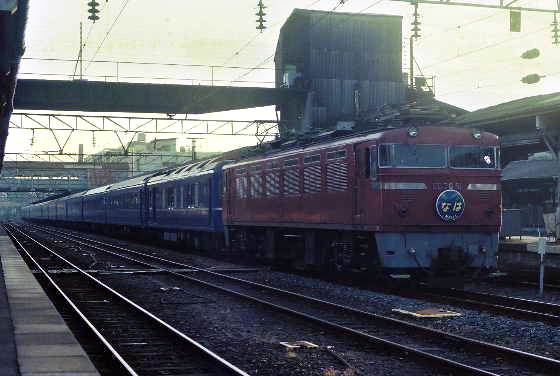
24系客車の「なは」（熊本駅にて）

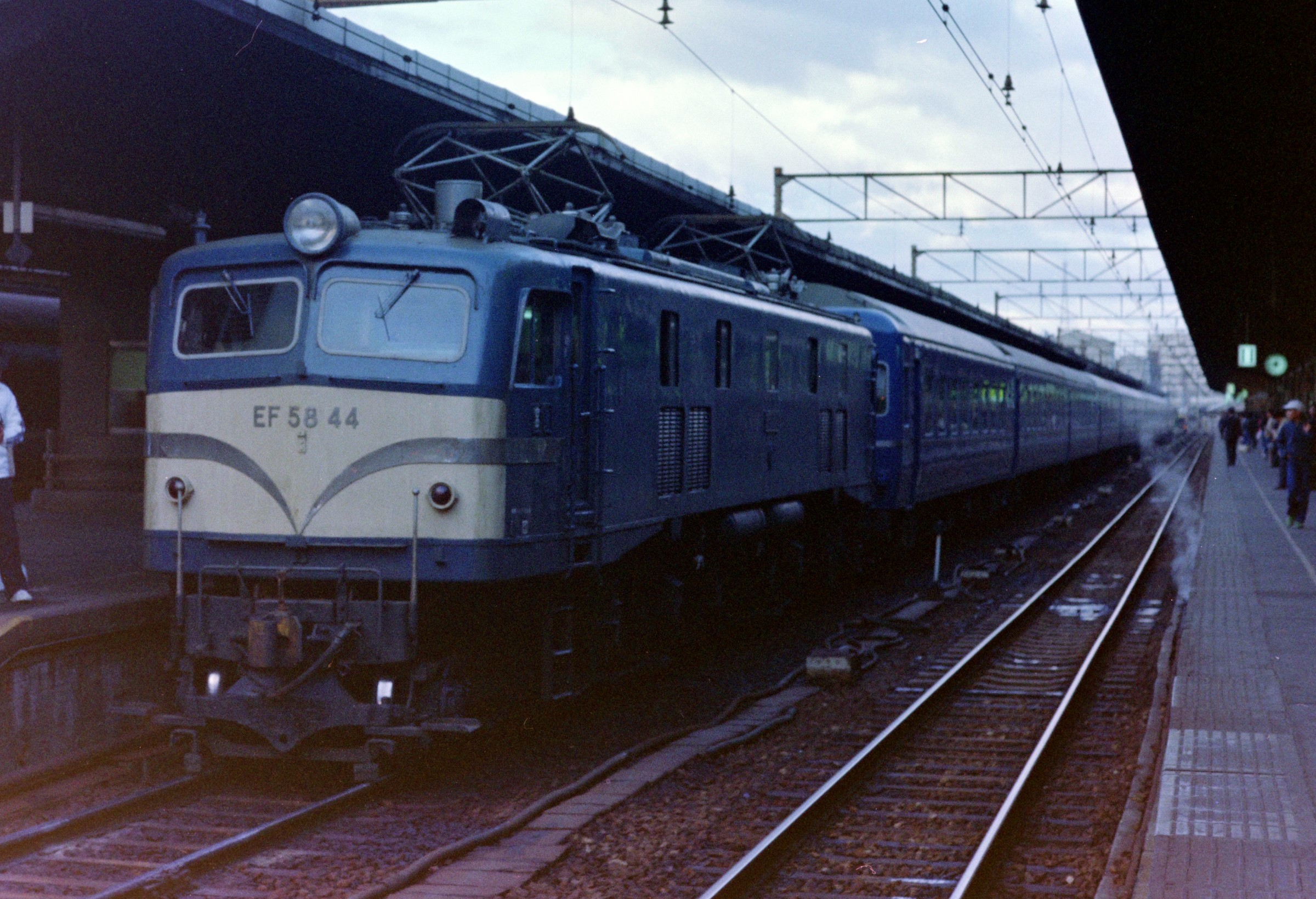
EF58 44牽引、24系25形編成の季節列車・寝台特急「明星6号」（1980年 大阪駅）

- 1975年（昭和50年）3月10日：山陽新幹線の博多駅までの開業に伴うダイヤ改正により、以下のとおりとなる。
  1. 「なは」は従来の昼行特急の大阪 - 博多間は山陽新幹線代替となって博多 - 西鹿児島間に短縮するが愛称名が同区間の「有明」1往復に振り替えられたので「なは」の愛称名は客車寝台特急列車「あかつき」1往復を電車化した新大阪 - 西鹿児島間1往復に移行する。京阪神対鹿児島本線寝台列車=「明星」となっている中で名称上1往復存続する形となるが同年7月から沖縄海洋博の開催による配慮が理由である。
  2. 「明星」は従来「あかつき」・「きりしま」・「月光」として運行された西鹿児島・熊本発着列車を統合。（ただし、「月光」の岡山 - 西鹿児島間1往復は新大阪 - 岡山間延長）改正前は電車のみの愛称だったが、電車3往復、客車4往復の計7往復になる。
    - うち、1往復（下り6号・上り3号）のみ特急「かもめ」の廃止および急行「天草」の経路変更を補う形で走行線区のうち黒崎 - 原田間に関しては筑豊本線経由となり、博多駅は通らないダイヤとなった。
    - また、もう1往復（下り4号・上り5号）は季節列車で、全車指定席（座席車）として運転された（下記）。
    - 電車使用の西鹿児島発着列車1往復（下り1号・上り7号）と博多発着列車1往復（下り7号・上り1号）では急行「屋久島」と夜行急行「つくし」廃止に伴う座席利用者への配慮のために一部寝台を座席状態にしたまま普通座席指定席として運行するが、どちらかと言えば作業員不足による合理化の見方が大きい。
    - この改正から、関西 - 熊本・西鹿児島間の寝台特急列車からA寝台連結列車と食堂車営業列車が事実上なくなる。

  3. 「月光」の岡山 - 博多間1往復と「屋久島」を廃止。
  4. 「天草」は愛称名を名古屋 - 熊本間急行の「阿蘇（あそ）」へ変更の上で運行区間を博多経由の新大阪 - 熊本間に短縮し、同じ関西 - 九州間夜行急行「くにさき」・「雲仙・西海」とともに14系客車を使用。全車座席指定となり改正前に連結されていた寝台車と自由席がなくなったが、周遊券利用者からの苦情と利用者減少等で同年12月から全列車に自由席が設けられる。
  5. 「桜島」の東京 - 新大阪間を廃止。新大阪 - 西鹿児島間は14系座席客車を使用した特急「明星」に格上げ。ただし、前述のとおり季節特急列車としての運行であった。
- 1978年（昭和53年）10月2日：このときのダイヤ改正に伴い、以下のように変更する。
  1. 「明星」の京都発着電車1往復廃止に伴い「なは」の運行区間が京都 - 西鹿児島間に延長。
  2. 「明星」は博多・熊本発着列車各1往復、西鹿児島発着を2往復の4往復体制となり、14系座席客車の季節列車も廃止される。
  3. 「あかつき」との併結運用を廃止。これにより24系使用の熊本発着列車1往復は単独運転の季節列車となり、14系使用の筑豊本線経由1往復に関しては「明星」は廃止して佐世保発着「あかつき」に振り替えられる。
  4. 「明星」と「なは」にイラストマークが導入。利用者減少のために「阿蘇」と「くにさき」の併結運行開始。
- 1980年（昭和55年）10月1日：このときのダイヤ改正に伴い以下のように変更する。
  1. 京都発着「なは」を廃止し、「明星」の新大阪発着の列車1往復を「なは」に変更。「なは」としては初めて下り列車で博多駅を通過する。
  2. 「明星」の熊本発着季節列車を西鹿児島に延長したために「明星」の熊本発着列車が事実上消滅する。
  3. 「阿蘇・くにさき」が廃止。「雲仙・西海」も廃止したので関西 - 九州間夜行急行が全廃する。
- 1982年（昭和57年）11月15日 ダイヤ改正に伴い、以下のように変更される。
  1. 「明星」の博多発着列車と「なは」廃止。西鹿児島発着の24系客車列車1往復が電車化して「なは」に改称したために「明星」は西鹿児島発着列車1往復のみとなる。
    - これにより電車列車=「なは」、客車列車=「明星」となり、ダイヤ変更で下り「なは」の博多駅の客扱いが再開される。なお、「なは」の編成は12両から10両に削減される。

  2. 「金星」は名古屋 - 博多間の定期電車寝台特急列車としては廃止。なお、臨時列車として名古屋 - 西鹿児島間を14系座席客車により運転する特急列車「金星」は存続し、こちらはそれまでは50番台の号数がついていたものが号数なしになった。
- 1984年（昭和59年）2月1日：ダイヤ改正に伴い、以下のように変更される。
  1. 「なは」の使用車両を寝台客車24系客車に車種変更。
  2. 「明星」と「あかつき」の併結運行を5年5か月振りに再開。
  3. 九州内で「明星」と「なは」にヘッドマークが導入される。
- 1986年（昭和61年）11月1日：このときのダイヤ改正により、京阪神から鹿児島本線方面へ向かう列車群については以下のように変更する。
  1. 「なは」の受け持ちを向日町運転所（現・京都総合運転所）から鹿児島運転所（基本編成）・熊本運転所（付属編成）へ変更。
  2. 「明星」が20系客車による臨時列車に格下げ。定期列車としては「なは」のみとなる。

### 国鉄分割民営化後の展開

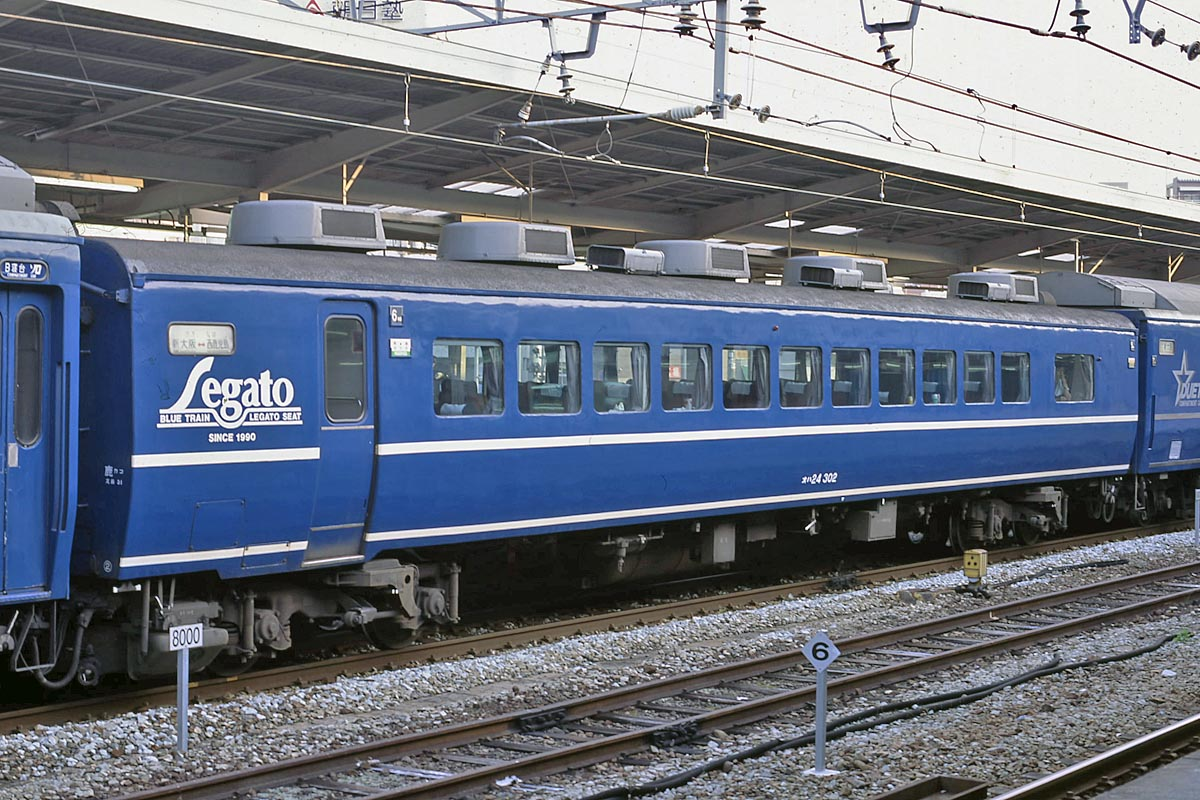
2005年まで連結されていたレガートシート車オハ24形300番台

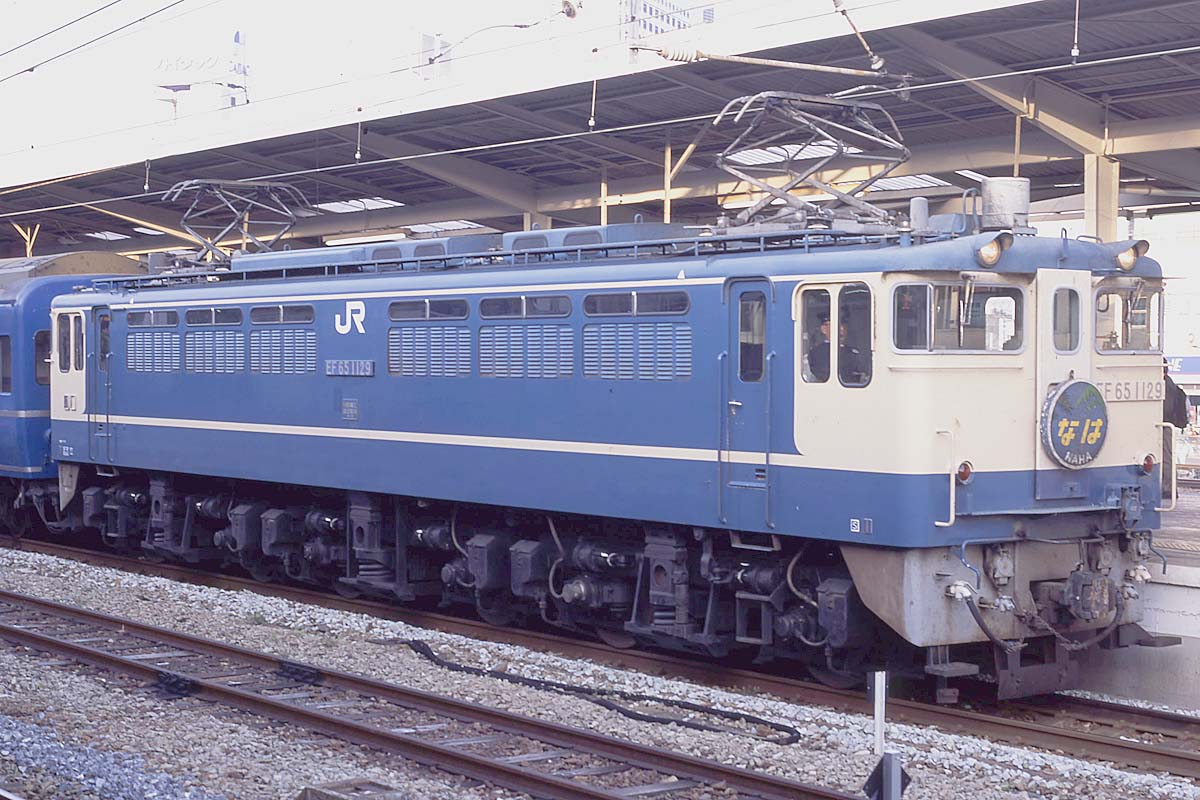
EF65PF形牽引による「なは」（単独運転のころ）

- 1990年（平成2年）3月10日：「なは」に普通車座席指定席として「レガートシート」オハ24形300番台を熊本発着の付属編成に連結開始。
  - また、同年より新大阪 - 西鹿児島間に臨時急行「霧島」を運行開始。これは臨時寝台特急「明星」81・82号として運行されていた列車であったが、使用車両が20系客車であったため、車両の陳腐化・経年化それに伴うサービスの低下により格下げされたものであり、この時点で「明星」の愛称名が消滅する。
- 1991年（平成3年）3月29日：「なは」がこの日の上り始発よりB個室寝台「デュエット」を連結開始。
- 1992年（平成4年）7月14日：「なは」がこの日の上り始発よりB個室寝台「ソロ」を連結開始し[6]、付属編成に連結していた「レガートシート」を西鹿児島発着の基本編成へ移動。
- 1993年（平成5年）3月18日：臨時夜行座席特急「金星」が利用客減少により、事実上の廃止となる。
- 1995年（平成7年）
  - 1月17日：阪神・淡路大震災により東海道・山陽本線（JR神戸線）が不通となったため、「なは」は当分の間運休となる。
  - 1月30日 - 3月31日：福知山線・山陰本線・播但線経由で不通区間を迂回する臨時寝台特急「なは」81・82号を熊本発着で運行（同様の迂回列車「あかつき」81・82号も運転）[7]。
    - 播但線の有効長が8両であったため、なるべく輸送力が確保できるよう[8]、電源車を必要としない14系寝台車7両の編成で運転された[9]。
    - 姫路以西は同様に震災の影響によって運休していた「はやぶさ」のダイヤがほぼ踏襲された。
      - 81号の停車駅[10]

新大阪駅 - 大阪駅 - 岡山駅 - 倉敷駅 - 福山駅 - 尾道駅 - 広島駅 - 柳井駅 - 下松駅 - 徳山駅 - 防府駅 - 宇部駅 - 下関駅 - 門司駅 - 小倉駅 - 博多駅 - 鳥栖駅 - 久留米駅 - 大牟田駅 - 熊本駅
      - 82号の停車駅[10]

熊本駅 - 大牟田駅 - 久留米駅 - 鳥栖駅 - 博多駅 - 小倉駅 - 門司駅 - 下関駅 - 厚狭駅 - 小郡駅 - 徳山駅 - 下松駅 - 岩国駅 - 広島駅 - 西条駅 - 三原駅 - 尾道駅 - 福山駅 - 倉敷駅 - 岡山駅 - 大阪駅 - 新大阪駅

  - 4月1日：JR神戸線の開通により、「なは」運転再開[11]。新大阪 - 西鹿児島間運行の臨時急行の名称を「霧島」から「桜島」に変更。
    - これは、JR九州が同年から運行開始した日豊本線宮崎 - 西鹿児島間の電車エル特急「きりしま」の運行に伴う措置。
- 1996年（平成8年）3月16日：臨時急行「桜島」廃止。なお、この年以降夜行列車の多客時での臨時列車の運行は行われない。
- 1997年（平成9年）11月29日：東京発着の「はやぶさ」が運行区間を熊本駅までに短縮。西鹿児島駅に乗り入れる唯一の寝台特急となり、「なは」の全区間利用客が増加する。また、「はやぶさ」の熊本 - 西鹿児島間でも行われた西日本トラベル担当の車内販売が下り「なは」の熊本 → 西鹿児島間に移行し、冬シーズンには紅茶の販売が行われた。

### 京阪神対九州ブルートレインの終焉
- 2004年（平成16年）3月13日：九州新幹線新八代 - 鹿児島中央間開業と並行在来線が肥薩おれんじ鉄道への移管に伴い、「なは」は熊本発着に変更[12]。また、西日本トラベルの車内販売が撤退。
- 2005年（平成17年）10月1日：利用客減少に伴い「あかつき」と京都 - 鳥栖間で併結運転が開始。「なは」の運行区間が京都 - 熊本間となり[13]、ダイヤについても「あかつき」のダイヤに移行する。また普通車指定席「レガートシート」が編成から外された。
  - これにより、「京阪神対九州特急」は事実上「なは」「あかつき」の1往復のみになる。
- 2008年（平成20年）3月14日：この日発の運転をもって「なは」が廃止。
  - これにより、九州直通のブルートレインは東京発の「富士」「はやぶさ」の1往復となったが、同列車も2009年（平成21年）3月13日に廃止された。

| 編成     | なは編成・熊本 → 京都間 | なは編成・熊本 → 京都間 | なは編成・熊本 → 京都間 | なは編成・熊本 → 京都間 | なは編成・熊本 → 京都間 | あかつき編成・長崎 → 京都間 | あかつき編成・長崎 → 京都間 | あかつき編成・長崎 → 京都間 | あかつき編成・長崎 → 京都間 | あかつき編成・長崎 → 京都間 | あかつき編成・長崎 → 京都間 |
| 号車     | 電源車                  | 1                       | 2                       | 3                       | 4                       | 5                           | 6                           | 7                           | 8                           | 9                           | 10                          |
| 客車形式 | カニ24 17               | オハネフ25 109          | オハネ25 136            | スハネ25 2131           | オハネフ25 2108         | スハネフ15 14               | オロネ14 303                | オハネ14 301                | オハネ15 351                | スハネフ15 12               | オハ14 302                  |

| 牽引機関車 | 熊本 → 鳥栖間：ED76 92 長崎 → 門司間：ED76 94 門司 → 下関間：EF81 411 下関 → 京都間：EF66 42 |

## 保存車両等

### 車両
当列車に使用されていた24系客車のうち2両は、廃車後に鹿児島県内に置かれていたが約7年間雨ざらしになっていた。
2021年4月18日、クラウドファンディングで募った資金をもとに、香川県観音寺市の雲辺寺ロープウェイの山麓駅駐車場に移送設置された。修繕後、宿泊できる施設として整備されることになっている。

### ヘッドマーク
2008年3月15日の下り最終列車で鳥栖駅から装着された本列車単独のヘッドマークが、到着後に熊本駅で行われたお別れセレモニーでゆかりの地である沖縄県・那覇市の関係者に贈呈された。同年4月1日からゆいレール県庁前駅での展示を経て、沖縄都市モノレール本社併設の「ゆいレール展示館」で常設展示されていた。
その後、那覇市政100周年を記念して2021年4月26日より旭橋駅コンコース、6月28日からは那覇市役所で展示を行い、展示期間中の7月8日付で沖縄都市モノレールから那覇市に寄贈。同年7月17日以降は那覇市歴史博物館に移され、同館の収蔵品（企画展等で展示）となった。